# Adirajapalli, Srinivaspur
Adirajapalli là một làng thuộc tehsil Srinivaspur, huyện Kolar, bang Karnataka, Ấn Độ.